# Grootvalkenier van Frankrijk

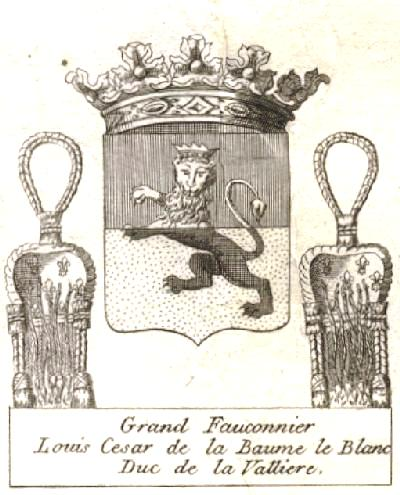
Wapen van de Grootvalkenier van Frankrijk

Versierselen van de Grootvalkenier van Frankrijk

De Grootvalkenier van Frankrijk (Frans: Grand Fauconnier de France) was een ambt binnen het Franse hof, aanvankelijk vanaf haar inceptie in 1250 tot 1406 bekend onder de titel Meester Valkenier (Maître Fauconnier). De bekleder van dit ambt was een van de Grootofficieren van het koninklijke huishouden. De grootvalkenier was opgedragen met de taak de koninklijke valkerij te organiseren en zorg te dragen voor de jachtvogels van de Franse koning.
Lodewijk XIV, die in 1643 de troon besteeg, en zijn opvolgers deden niet langer aan de valkerij. Daarmee werd de functie van Grootvalkenier een louter ceremonieel ambt. Desondanks behield het koningshuis een grote verzameling jachtvogels te Montainville, die aan het begin van ieder jaar in de Spiegelzaal te Versailles aan de koning gepresenteerd werden.